# William Quantrill

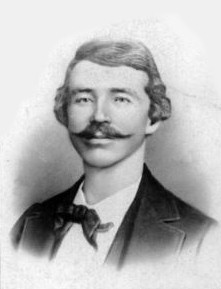
William Clarke Quantrill

William Clarke Quantrill, född 31 juli 1837 i Canal Dover i Ohio, död 6 juni 1865 i Louisville i Kentucky, var en konfedererad gerillaledare och terrorist.
Quantrill var ledare för en paramilitär organisation Bushwhackers hans trupp kallades Quantrill's Raiders, som stred på sydstaternas sida i det amerikanska inbördeskriget. Quantrills Raiders blev ökänt för sina massakrer på nordstatscivilister. Den största och mest kända av dessa Lawrence massakern ägde rum 21 augusti 1863 i Lawrence, Kansas. Quantrill och Bushwhackershans män betraktades som krigsförbrytare och dödades utan formaliteter av nordstatsarmén vid tillfångatagande. Han själv sköts vid ett eldöverfall 10 maj 1865 och avled nästan en månad senare av sina sår.